# 热尔尼
热尔尼（法語：Gergny，法語發音：[ʒɛʁɲi]）是法国上法蘭西大區埃纳省的一个市镇，属于韦尔万区。

## 地理
热尔尼（49°54'52"N, 3°56'3"E）面积5.86 平方千米，位于法国上法蘭西大區埃纳省，该省份为法国北部内陆省份，北起北部省，西接索姆省和瓦兹省，东临阿登省和马恩省，西南至塞纳-马恩省，东北部与比利时接壤。
与热尔尼接壤的市镇（或旧市镇、城区）包括：埃特雷欧蓬、弗鲁瓦代斯特雷、吕祖瓦尔、索姆龙。

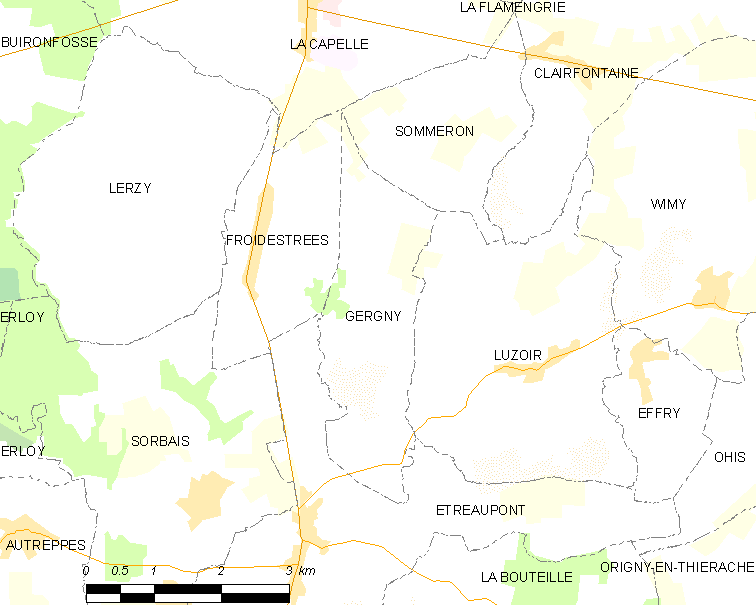
热尔尼的OSM定位图

热尔尼的时区为UTC+01:00、UTC+02:00（夏令时）。

## 行政
热尔尼的邮政编码为02260，INSEE市镇编码为02342。

## 政治
热尔尼所属的省级选区为韦尔万县。

## 人口

1962-2008年间热尔尼人口变化图示

热尔尼于2022年1月1日时的人口数量为131人。